# Do You Remember? (Phil Collins)
Do You Remember? is een nummer van de Britse zanger Phil Collins uit 1990. Het is de zesde en laatste single van zijn vierde soloalbum ...But Seriously.
Het nummer gaat over een man en een vrouw die uit elkaar zijn gegaan, maar de scheiding doet de man veel pijn. "Do You Remember" werd in een paar landen een klein hitje. In Collins' thuisland het Verenigd Koninkrijk kwam het nummer tot een 57e positie. In de Nederlandse Top 40 haalde het een bescheiden 20e notering, en in de Vlaamse Radio 2 Top 30 haalde het de 22e plek.